# ТЕЦ ABPR 5
12°58′54″ пн. ш. 101°6′27″ сх. д. / 12.98167° пн. ш. 101.10750° сх. д.
ТЕЦ ABPR 5 — теплоелектроцентраль у тайській провінції Районг, майданчик якої знаходиться в північній частині індустріальної зони Amata City Rayong.
У 2018 році на майданчику станції став до ладу парогазовий блок потужністю 133 МВт, в якому дві газові турбіни живлять через відповідну кількість котлів-утилізаторів одну парову турбіну.
Відповідно до запровадженої в Таїланді програми сприяння малим ТЕЦ, блок отримав довгостроковий контракт на викуп 90 МВт потужності державною електроенергетичною компанією Electric Generating Authority of Thailand (EGAT).
Як паливо станція використовує природний газ (неподалік проходить газотранспортний коридор Районг — Бангпаконг).
Проект реалізували через компанію Amata B.Grimm Power Rayong 5, головним власником якої із часткою у 56 % є тайський конгломерат B.Grimm Group. Іншим важливим учасником є компанія Amata Corporation, що опікується кількома індустріальними зонами.
Можливо відзначити, що у центрі та на півдні тієї саме індустріальної зони діють ТЕЦ ABPR 1, 2 і ТЕЦ ABPR 3, 4.